# Рамирес Некочеа, Эрнан
Эрнан Рамирес Некочеа (исп. Hernán Ramírez Necochea; 27 марта 1917 — 21 октября 1979) — чилийский историк-марксист.

## Биография
Член Коммунистической партии Чили с 1934 года. Окончил Чилийский университет в 1939 году. В 1942—1944 годах учился в аспирантуре Колумбийского университета (США), где получил степень магистра искусств. Докторскую диссертацию защитил в 1961 в Карловом университете в Праге (Чехословакия). 
В 1945—1973 годах преподавал на факультете философии и просвещения Чилийского университета, в 1968 году стал деканом этого факультета. После военного переворота 1973 года отправился в изгнание во Францию, где читал лекции в Парижском университете Сорбонна

## Сочинения
- Origen у formación del Partido Comunista de Chile, S., 1965;
- La guerra civil de 1891. Antecedentes economicos, S., [1951];
- Antecedentes económicos de la independencia de Chile, 2 ed., S., 1967;
- Balmaceda у la contrarrevolución de 1891, 2 ed., S., 1969;

### В русском переводе
- История рабочего движения в Чили. Первые шаги. XIX век, М., 1961;
- История империализма в Чили, М., 1964;
- США и Латинская Америка. 1930—1965, М., 1967.